# Rivière Borel
Der Rivière Borel ist ein 25 km langer Zufluss der Ungava Bay in der kanadischen Provinz Québec.

## Flusslauf
Der Rivière Borel durchfließt die Tundralandschaft des Kanadischen Schildes im Südosten der Ungava-Halbinsel. Er hat seinen Ursprung in dem etwa 110 m hoch gelegenen See Lac Ippikallaup 30 km nordwestlich der Siedlung Aupaluk. Der Rivière Borel bildet den Abfluss des Sees an dessen Nordufer. Schon nach 1,5 km trifft der Rivière Aulassiviup linksseitig auf den Fluss. Der Rivière Borel wendet sich anschließend nach Nordosten. Nach weiteren 8,5 km mündet der Rivière Ippikait ebenfalls von links in den Fluss. Der Oberlauf des Rivière Borel oberhalb dieser Einmündung trägt auch die Bezeichnung Section Ippikallaup Kuunga. Der Rivière Borel wendet sich allmählich nach Osten. Er mündet schließlich 28 km nördlich von Aupaluk in die Ungava Bay. Das Einzugsgebiet des Rivière Borel grenzt im Süden an das des Rivière Saint-Fond, im Norden an das des Rivière Lefroy. Ein Teil des Wassers des Nebenflusses Rivière Ippikait zweigt an einer Flussbifurkation nach Norden zum Rivière Nuluartaliup und weiter zum Rivière Lefroy ab.